# アラバマ大学ハンツビル校
アラバマ大学ハンツビル校（University of Alabama in Huntsville、通称UAH）とは、アメリカ合衆国アラバマ州政府によって運営される、アラバマ大学システム3校に属する州立大学である。テネシー州境界線にほど近い北アラバマ最大の都市ハンツビルにキャンパスを構える。アラバマ大学ハンツビル校はアメリカ合衆国連邦政府によって指定・認可される宇宙助成対象大学の一つである。大学のあるハンツビルの町はロケットシティーと呼ばれ、アメリカの航空宇宙関連センターが集まるという土地柄、ハイテク産業や研究が盛んに行われており、大学にも国立の研究機関が多く入っていることから、国の研究支出が最も多い大学としても知られている。

## 歴史
1950年にアラバマ大学の付設校として開校。
1960年のアメリカ航空宇宙局(National Aeronautics and Space Administration NASA)の創設により、ハンツビルにヴェルナー・フォン・ブラウン博士が所長を務めるマーシャル宇宙飛行センター(MSFC)が設立されたことを受け、1961年には、当大学がNASAの科学者や工学者に対して、高度な科学並びに工学のカリキュラムを提供するための研究所設立に寄与した。
1969年、アラバマ大学の管理委員会は、独立した自律的なキャンパスにすることを決定し、正式にアラバマ大学ハンツビル校となった。

## 学生
2018年秋現在の学生数は大学院生を含めて総勢9,736名である。 男女の比率はおおよそ50対50。UAHの新入生によるACT(en)の平均点数は28点で、アラバマ州における州立大学の中では最上位に属するスコアである。

## 学部・学科
芸術/人文科学/社会科学、ビジネス、教育、工学、科学、看護、専門研究、オナーズプログアムの専門領域からなり、学部課程で44、修士課程で30、博士課程で15の、総計89の学位授与プログラムを提供している。
技術研究都市であるハンツビルの経済とも関係し、UAHは、天体物理学、大気科学、航空宇宙工学、サイバーセキュリティ、デジタルアニメーションなどの工学および科学プログラムから知られている。
特に航空宇宙工学は有名であり、宇宙助成対象大学であるUAHは、NASAや米国国防総省(DoD)等との共同研究も盛んに行われている。
- 国家宇宙科学技術センターは、NASAとの共同研究を目的にUAHに設立され、NASAとの研究開発をアラバマ州のすべての大学が利用できる研究施設である。宇宙科学、地球規模の水文学と気候、情報技術、先端光学、バイオテクノロジー、材料、推進の7つの研究センターで構成されている。
- UAH推進研究センター(Propulsion Research Center, PRC)は、1991年にクラーク.W.ホーク博士によって設立され、NASA、米国国防総省(DoD)、および米国エネルギー省へ研究を支援している。固体、液体、電気およびハイブリッド推進、磁気慣性核融合、高温材料、宇宙及び地上の電力システムなどを研究テーマとしている。
- en:Nano and Micro Devices Center(NMDC)は、大学におけるナノテクノロジー研究を目的とした施設である。

## 著名な出身者・関係者
| 出身者名             | 説明                                                                                    | 参照  |
| -------------------- | --------------------------------------------------------------------------------------- | ----- |
| en:Steve Hettinger   | アラバマ州下院議員(1982-1988)、ハンツビル市長(1988-1996)                                | [ 5 ] |
| en:John Hendricks    | ディスカバリー (会社)創業者兼会長                                                       | [ 6 ] |
| en:Werner J. A. Dahm | ミシガン大学 航空宇宙工学名誉教授、アリゾナ州立大学教授、元米空軍チーフサイエンティスト | [ 7 ] |
| Jan Davis            | 宇宙飛行士(STS-47, STS-60, STS-85)                                                      | [ 8 ] |
| en:Marta Grande      | イタリア国会議員、イタリア国会議事堂外交委員会委員長                                    |       |
| en:Travis S. Taylor  | 航空宇宙工学・光学研究者、サイエンスフィクション作家                                    | [ 9 ] |

| 関係者名                  | 説明 | 参照   |
| ------------------------- | --- | ------ |
| en:Michael D. Griffin     | 機械工学および航空宇宙工学部教授(2009年～)。第11代NASA長官。                                                             |        |
| en:Mustafa A.G. Abushagur | 光学部設立に従事。en:RIT Dubaiの創設者、リビア暫定首相                                                                   |        |
| en:Lawrence J. DeLucas    | アラバマ大学ハンツビル校にて材料科学研究に従事。宇宙飛行士。                                                             |        |
| 毛利 衛                   | アラバマ大学ハンツビル校微小重力実験研究センターにて研究に従事。宇宙飛行士、アラバマ大学客員教授、日本科学未来館初代館長 | [ 10 ] |

## その他
2010年2月12日に学内で女性准教授が銃を乱射し、3人が死亡、3人が負傷するという大惨事が起きた。